# Shenyang J-15
El Shenyang J-15 Flying Shark (chino simplificado: 歼-15, nombre de informe de la OTAN: Flanker-X2) es un avión de combate polivalente embarcado de cuarta generación para todo clima desarrollado por la Shenyang Aircraft Corporation y el Instituto 601 para proveer de aviones al portaaviones de la Armada del Ejército Popular de Liberación, el Liaoning (16); perteneciente a la clase Almirante Kuznetsov.
Un prototipo inacabado del Su-33, el T-10K-3, fue adquirido por SAC a Ucrania en 2001 y se dice que se estudió exhaustivamente y se realizó ingeniería inversa, y el desarrollo del J-15 comenzó de inmediato. Si bien el J-15 parece estar basado estructuralmente en el prototipo del Su-33, el caza presenta tecnologías autóctonas chinas, así como aviónica del programa Shenyang J-11B. En febrero de 2018, aparecieron discusiones sobre el reemplazo del avión en varios medios de comunicación chinos, incluido Xinhua y el principal periódico militar de China, discutiendo que pertenece a los combatientes de cuarta o cuarta generación. Por lo tanto, el J-15 se considera un caza provisional basado en portaaviones hasta que entre en servicio un sucesor de quinta generación, uno que puede estar basado en el Chengdu J-20 o el Shenyang J-31.

## Historia

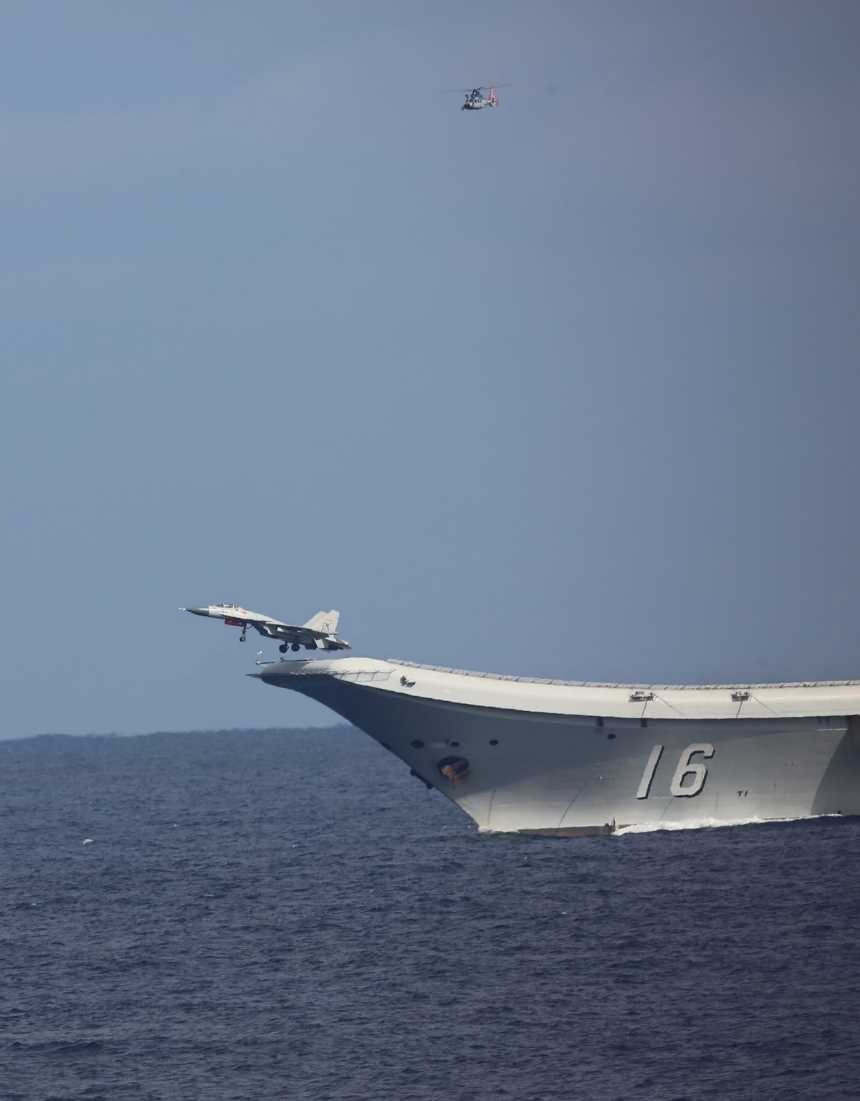
Un J-15 despegando del Liaoning

China ha fabricado bajo licencia el caza pesado de largo alcance Sukhoi Su-27, de la Unión Soviética, y ha logrado con Rusia nuevos acuerdos de cooperación en materia militar.
Los rumores entre expertos internacionales en temas de aviación militar inicialmente afirmaban que la aeronave iba a ser una variante semi-Stealth del caza Sukhoi Su-47, que nunca se fabricó en serie, pero más tarde; los informes oficiales de China indicaban que la aeronave se basa en el diseño ruso para el avión embarcado Sukhoi Su-33, y está equipado con nuevos radares y armas producidas en forma independiente por China. 
Un avión de combate Sukhoi Su-33 sin terminar, el T-10K-3, fue adquirido a Ucrania en 2001 y se ha estudiado ampliamente, desarrollándose el nuevo caza J-15 inmediatamente después de recibir el T-10K-3. Mientras que el J-15 se basa en la estructura del Sukhoi Su-33, se supone que cuenta con la aviónica del caza Shenyang J-11.
Expertos militares rusos han restado importancia a la competencia del caza naval J-15 en el mercado mundial de armas, como indica el coronel Igor Korotchenko, de la entidad encargada del Ministerio de Defensa de Rusia, a principios de junio de 2010, el J-15 chino es un clon del Sukhoi Su-33, y es poco probable, que logre las mismas características de funcionamiento del Sukhoi Su-33 embarcado y no excluye la posibilidad, de que China pudiese volver a negociar con Rusia sobre la compra de un importante lote de aviones navales Sukhoi Su-33, para equipar su nuevo portaaviones y comprar la patente de producción, como en el acuerdo del caza Sukhoi Su-27 logrado con la Unión Soviética. 
China ha intentado comprar el Sukhoi Su-33 a Rusia, en numerosas ocasiones. Una oferta sin éxito se realizó a finales de marzo de 2009, pero las negociaciones se desplomaron, tras descubrir que China había desarrollado una versión modificada del caza de base en tierra Sukhoi Su-27, designada Shenyang J-11, violando los acuerdos de propiedad intelectual.
El primer prototipo del caza naval J-15 se cree que ha realizado su primer vuelo el 31 de agosto de 2009, impulsado por motores rusos AL-31 fabricados bajo patente de producción en China. Vídeos e imágenes se mostraron en julio de 2010, permitiendo comprobar que el caza J-15 de China, tenía la misma estructura que el Sukhoi Su-33, las alas plegables y el gancho de frenado.

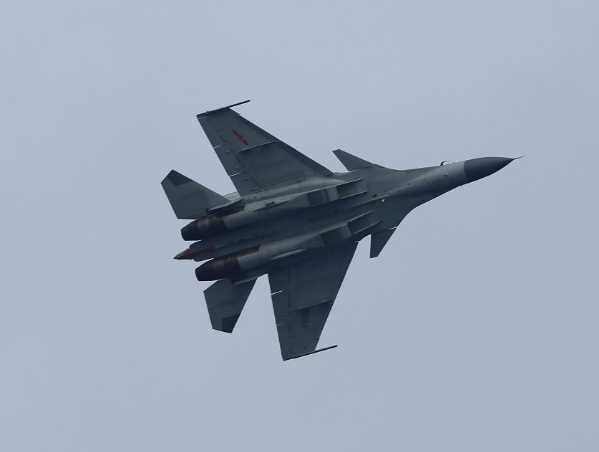
El vientre de un J-15

El 6 de mayo de 2010, el avión realizó su primer despegue desde una plataforma en tierra, que simulaba la rampa de un portaaviones. Los informes más recientes indican que China ha desarrollado con éxito, un nuevo radar AESA que podría ser instalado en el J-15. Un radomo de color oscuro en el morro indica que el primer prototipo del caza naval J-15, tiene un radar diferente al del caza de base en tierra Sukhoi Su-27SK. Las autoridades chinas han comentado,  que el nuevo caza naval de largo alcance J-15 podría igualar el rendimiento de los caza navales F/A-18E/F Super Hornet de Estados Unidos y el nuevo caza naval Rafale M embarcados de generación 4.5 o generación 4++ de Francia.
El 23 de noviembre de 2012, se llevó a cabo el primer aterrizaje con enganche en la cubierta del portaaviones chino Liaoning, y el posterior despegue de los dos prototipos de J-15 (nº552 y nº553). El primer piloto en aterrizar en el portaaviones fue Dai Mingmeng.
China confirmó la construcción de 20 aviones J-15 con la designación de modelo final J-16, tendrá nuevos motores, radares y sistemas de armas, para equipar al nuevo Portaaviones Liaoning (16) con un caza naval pesado, bimotor y de largo alcance embarcado.

## Diseño
Se desarrolló como un caza naval embarcado, en una serie de conversión al diseño del caza de tipo aire Sukhoi Su-27, bimotor, monoplaza, con canards delanteros; y en una configuración de triple ala en tándem, de diseño triplano, para mejorar su elevación y desempeño de vuelo a alta y alta altitud.
Dispone de un sistema de plegado de alas para así ahorrar espacio en la cubierta del portaaviones, siendo las alas principales y los elevadores traseros levantados por un mecanismo de motores eléctricos. Cuenta con un gancho trasero entre los motores, para los apontajes en la cubierta del portaaviones con cables de frenado. Como la mayoría de cazas embarcados, el tren de aterrizaje delantero y sus pares posteriores son más altos y están debidamente reforzados.
Los motores son fabricados en China bajo una licencia cedida por Rusia, el radar y los equipos electrónicos también son fabricados en China, están eso si en evaluaciones desde bases en tierra.

## Usuarios
- China

-  Fuerza Aérea de la Armada del Ejército Popular de Liberación

### Aeronaves similares
- Grumman F-14 Tomcat
- F/A-18E/F Super Hornet
- McDonnell Douglas F-15E Strike Eagle
- Boeing F-15SE Silent Eagle
- Dassault Rafale
- Sukhoi Su-27
- Sukhoi Su-30
- Sukhoi Su-33
- Sukhoi Su-30MKI
- Mikoyan MiG-29K